# محافظة فيلا ريال
محافظة فيلا ريال هي إحدى محافظات البرتغال تقع في شمال الدولة. يبلغ عدد سكانها 223,731 نسمة. وتحتوي على 14 بلدية.